# 생산관계
생산관계(독일어: Produktionsverhältnisse)는 카를 마르크스와 프리드리히 엥겔스가 역사적 유물론과 자본론에서 자주 사용한 개념이다. 이 용어는 마르크스가 출판한 저서 『철학의 빈곤』에서 처음으로 명시적으로 사용되었지만, 마르크스와 엥겔스는 이미 1932년 사후에 출판된 『독일 이데올로기』에서 이 용어를 정의했다.
일부 사회적 관계는 자발적이거나 자유롭게 선택된다(즉, 사람이 다른 사람이나 그룹과 연관되기로 선택함). 그러나 다른 사회적 관계는 비자발적이다. 즉, 사람들은 가족(즉, 생물사회적 친족 관계), 그룹, 조직, 공동체, 국가 등의 일부이기 때문에 원하든 원하지 않든 사회적으로 관련될 수 있다.
마르크스와 엥겔스는 "생산 관계"란 사람들이 생존하고, 생산하고, 생활 수단을 재생산하기 위해 맺어야 하는 사회적 관계의 총체를 의미했다. 사람들은 이러한 사회적 관계에 들어가야 하기 때문에, 즉 그 관계에 대한 참여가 자발적이지 않기 때문에 이러한 관계의 총체는 상대적으로 안정적이고 영구적인 구조, 즉 "경제적 상부구조" 또는 생산 방식을 구성한다.
"생산관계"라는 용어는 다음과 같은 두 가지 주요 이유 때문에 다소 모호하다.
- 독일어 단어 Verhältnis는 "관계", "비율" 또는 "비율"을 의미할 수 있다. 따라서 관계는 질적, 양적 또는 둘 다일 수 있다. 어떤 의미가 적용되는지는 문맥을 통해서만 확인할 수 있다.
- 마르크스가 언급하는 관계는 사회적 관계, 경제적 관계, 기술적 관계일 수 있다.

마르크스와 엥겔스는 일반적으로 특정 시대의 특징적인 사회경제적 관계를 지칭하기 위해 이 용어를 사용한다. 예를 들어, 자본가와 자본재의 배타적 관계, 그리고 임금노동자와 자본가의 결과적인 관계, 봉토에 대한 봉건 영주의 관계, 그리고 영주에 대한 농노의 결과적인 관계, 노예 주인과 노예의 관계 등등이 그것이다. 마르크스가 생산력이라고 불렀던 것과 대조되고 또한 영향을 받는다.

## 같이 보기
- 산업예비군